# PS -羅生門-
『PS -羅生門-』（ポリスステーション らしょうもん）は、矢島正雄原作、中山昌亮による日本の漫画。小学館の『ビッグコミックオリジナル』に2002年1号から2005年11号にかけて連載された。タイトルにもある「PS」は「POLICE STATION」の略で、単行本表紙のタイトルロゴでは大きく書かれた「PS」に「POLICE STATION」が重ね書きされている（さらに登場人物が重なって文字の一部が隠れている）。
本項目では、連載終了後の2006年に制作・放送されたテレビドラマ版（以下、ドラマ版）についても併せて詳述するものとする。

## ストーリー
舞台は「警視庁東都署」、通称「羅生門」。「犯罪者とは、人間とは何か」を問い続ける、個性派の刑事たちの姿を描いた作品。

## 登場人物
以下、※印が付記されている人物は漫画版にのみ登場。

### 東都署
紅谷 留美（べにや るみ）
本作品の主人公で、東都署刑事。階級は漫画版では警部補、ドラマ版では巡査部長。亡き夫と同じ刑事になり、「羅生門」に配属された。人情に厚く涙もろい女性。腐乱死体から青酸カリのアーモンド臭を嗅ぎ分けるなど、警察犬並みに鼻が利く。刑事だった夫は疲労状態にもかかわらず海で人命救助を行い、溺死した。一人息子である陽平を大切にしているが、多忙なためにあまり一緒にいてやれないことを心苦しく思っている。
旧姓は近藤（単行本第1巻の「警察官になる理由」より）
黒田 勘太（くろだ かんた）
同署刑事。階級は警部補。
ガサツで野蛮な不良中年だが、人間を一番よく理解している。常に加害者の立場で取り調べ・捜査を行い、犯罪者の洞察力に優れる。母親を一人で介護する苦労人という一面も持つ、本作品のもう一人の主人公。
吉見 武士（よしみ たけし）
東都署刑事課課長。署の前でおでんの屋台を経営している。温厚な人柄だが、ある一言を口にされると激しく怒る。
入院中の妻がいる。
安全 豊（あんぜん ゆたか）
元チーマーだが、ある事件で黒田に助けられたことがきっかけで刑事の道を選んだ。麻薬で友人を失った経験から、薬がらみの事件になると興奮し、取調べ中でも暴れだすことがある。短気で喧嘩っ早いが、留美に好意を寄せており、彼女に対してはおおむね従順。
土橋 順一郎（つちはし じゅんいちろう
通称「借金」。「お金を理由に、我慢をしなければならない」ということに我慢ができない性格。そのため浪費と借金を繰り返し、妻には愛想をつかされた。いまも元金はおろか利息も返せない生活を強いられているが、本人に危機感・悲壮感は無い。息子は医学部に通う学生。
モットーは「金がないからといって、つまらない人間になるな！」
弓坂 文雄（ゆみさか ふみお）
外見は物腰の柔らかい老紳士だが、幼い息子を亡くした経験があり、児童虐待事件に対しては人が変わる。息子が進級した、成長した、といった話をし続けているが、息子の死は理解している。
野原 常久（のはら つねひさ）
通称「パンサー」。その名の通り足が速いため、逃走した犯人を取り逃がしたことはない。同期の安全とは正反対の性格で、基本的におとなしく気弱。そのためか、いつも振り回されている。
町田（まちだ）※
スマートかつ知的な外見で後輩からの人望も厚いがやや強引な性格。留美と一時期恋愛関係にあったため、安全からは敵視されている。
江守 サチ（えもり さち）
いつも元気で陽気な女の子。鑑識課所属だが、刑事課に出入りしていることが多い。鑑識としての技能は新人ながら高い評価を受けている。
大宮（おおみや）※
別名・「窃盗の大宮（ミヤ）さん」。署内における初動捜査のプロ。「特定マニア」であるため、特定した後は意欲が失せてしまい、さっさと帰ってしまう。

### 紅谷家
紅谷 陽平（べにや ようへい）
留美の一人息子。幼稚園児。母親の仕事に尊敬の意と理解を示しつつも、なかなか一緒にいられないために寂しい思いをしている。
紅谷 悟（べにや さとる）
留美の義弟。陽平の通う幼稚園の先生で、留美が勤務中で不在の時間は、代わりに留美の家で陽平の世話をしている。留美に淡い恋心を抱いているが、心の中で想うだけに留めている。

### 東都署の関係者
土橋 順（どばし じゅん）
土橋の息子。大学の医学部に入っている。

## 書誌情報
- 矢島正雄（原作）、中山昌亮（作画）『PS-羅生門-』小学館〈ビッグコミックス〉、全9巻
  1. 警察官になる理由。  2002年11月30日発売 ISBN 978-4-09-186621-9 2002年
  2. 親という一生。 2002年11月30日発売 ISBN 978-4-09-186622-6
  3. 猶予は一週間。 2003年4月30日発売 ISBN 978-4-09-186623-3
  4. カウント0。 2003年8月30日発売 ISBN 978-4-09-186624-0
  5. 最低の警察官。 2003年12月25日発売 ISBN 978-4-09-186625-7
  6. 愛された部屋。 2004年6月30日発売 ISBN 978-4-09-186626-4
  7. 悪者は誰だ。 2005年1月28日発売 ISBN 978-4-09-186627-1
  8. 孤独な闘い。 2005年5月30日発売 ISBN 978-4-09-186628-8
  9. 警察官の仕事。 2005年7月29日発売 ISBN 978-4-09-186629-5

## テレビドラマ
『PS羅生門 警視庁東都署』（ピーエスらしょうもん けいしちょうとうとしょ）のタイトルで、2006年7月5日から9月13日まで、テレビ朝日系列で毎週水曜21:00 - 21:54（JST）に全11話が放送された。主演は木村佳乃。
『はぐれ刑事純情派』『はみだし刑事情熱系』『相棒』など、数多くの刑事ドラマが放送されているテレビ朝日系列の水曜21時台にて放送され、前年放送の『刑事部屋〜六本木おかしな捜査班〜』に端を発した「夏の単独作品」の第2弾にして、同時間帯における初の原作付き作品でもある。脚本は最終回の近辺を除き、原作者の矢島がその大部分を手がけている。

### キャスト

#### 警視庁東都署
- 紅谷留美 - 木村佳乃
- 安全豊 - 遠藤章造（ココリコ）
- 土橋順一郎 - 佐野史郎
- 江守サチ - 松本莉緒
- 野原常久 - 池田努
- 田所雅明 - 飯田基祐
- 弓坂文雄 - 森本レオ
- 吉見武士 - 伊東四朗
- 黒田勘太 - 舘ひろし

#### 紅谷家（テレビドラマ）
- 紅谷悟 - 斉藤祥太
- 紅谷陽平 - 小林翼（幼少期：最上友太朗[4]）

#### その他
- 土橋真 - 海東健

#### ゲスト
第1話「警視庁東都署〜放火殺人に潜む復讐者」
- 山下八郎 - モロ師岡
- 本木修造（資産家） - 中原丈雄
- 本木勇二（息子） - 北条隆博

第2話「30年間逃げた女…下町食堂の笑う死体」
- 水沢エリ子（食堂店主） - 石野真子
- 石塚友也（教師） - 尾美としのり
- 園田ゆかり（女子高生） - 吉高由里子

第3話「最後の着信の謎! 刑事消失と2つの殺人」
- 富川（副署長） - 笹野高史
- 海老原ともみ（キャバクラ嬢） - 三津谷葉子
- 成川（署長） - 小木茂光
- 組長 - 織本順吉

第4話「取調室の悪魔vs心理捜査官! あと1人死んでいる」
- 大星 - 佐戸井けん太
- 町田（少年課主任） - 高田聖子
- 大野ユイ - 江澤璃菜
- 黒田の母 - 森康子

第5話「女は顔なのか!! コンビニ強盗生死を分けた真相…」
- 牧村あい（コンビニ店員） - 石田未来
- 細川秀樹（コンビニ店員） - 近藤芳正
- 草間 - 名倉潤（ネプチューン）

第6話「金か心か? 5億円を隠した男」
- 住岡（スミオカ製作所の経営者） - 前田吟

第7話「子犬が見た殺意!! 残金1013円存在しないはずの女」
- 織部剛（父親） - 美木良介
- 織部知佳（娘・大学のミスキャンパス） - 黒川芽以
- 織部ゆかり - 和泉ちぬ

第8話「口唇の暗号…銀座魔性の女vs潜入捜査官」
- 杏奈（クラブのママ） - 奥貫薫
- 木島義彦（黒田の同期・特捜班） - 升毅
- 松崎（常務） - 浜田晃

第9話「死体を背負う女…運命変えた着信の謎!!」
- 沼田京子（売春婦） - 遠山景織子
- 沼田守 - 林泰文

第10話「消えた1000万円…疑惑の刑事検問突破トリック!!」
- 森角等 - 矢崎滋
- 森角タキ - 佐々木すみ江
- 森角喜代子 - 角替和枝
- 杉井敦 - まいど豊
- 亀田信二 - 草野康太

最終話「完全復讐計画…想いは今も生き続ける」
- 深沢エリカ（被害者の妹） - 遠野凪子
- 平原（ホスト） - 阿部進之介
- 深沢クミ（キャバクラ嬢） - 小松みゆき
- 田辺（監察官） - 益岡徹

### スタッフ
- 原作 - 矢島正雄
- 漫画 - 中山昌亮（小学館「ビッグオリジナルコミックス」刊）
- 脚本 - 矢島正雄、田子明弘
- 音楽 - 羽毛田丈史
- 監督 - 阿部雄一、藤岡浩二郎、五木田亮一、高畑隆史
- 主題歌 - 風味堂「愛してる」（ビクタースピードスター）
- サウンドデザイン - 石井和之
- 原案協力 - 川島潤二、西澤潤（小学館「隔週刊ビッグコミックオリジナル」編集部）
- チーフプロデューサー - 松本基弘（テレビ朝日）
- プロデューサー - 大川武宏（テレビ朝日）・目黒正之（東映）、土田真通（東映）
- 制作 - テレビ朝日・東映

### 放送日程
| 放送回                                                        | 放送日  | サブタイトル                                  | 脚本     | 監督       | 視聴率 |
| ------------------------------------------------------------- | ------- | --------------------------------------------- | -------- | ---------- | ------ |
| 1                                                             | 7月05日 | 警視庁東都署〜放火殺人に潜む復讐者            | 矢島正雄 | 阿部雄一   | 13.9%  |
| 2                                                             | 7月12日 | 30年間逃げた女…下町食堂の笑う死体             | 矢島正雄 | 阿部雄一   | 11.9%  |
| 3                                                             | 7月19日 | 最後の着信の謎! 刑事消失と2つの殺人           | 矢島正雄 | 五木田亮一 | 09.5%  |
| 4                                                             | 7月26日 | 取調室の悪魔vs心理捜査官! あと1人死んでいる   | 矢島正雄 | 五木田亮一 | 10.2%  |
| 5                                                             | 8月02日 | 女は顔なのか!! コンビニ強盗生死を分けた真相…  | 矢島正雄 | 阿部雄一   | 06.2%  |
| 6                                                             | 8月09日 | 金か心か? 5億円を隠した男                     | 矢島正雄 | 阿部雄一   | 10.3%  |
| 7                                                             | 8月16日 | 子犬が見た殺意!! 残金1013円存在しないはずの女 | 矢島正雄 | 五木田亮一 | 07.9%  |
| 8                                                             | 8月23日 | 口唇の暗号…銀座魔性の女vs潜入捜査官           | 矢島正雄 | 五木田亮一 | 08.5%  |
| 9                                                             | 8月30日 | 死体を背負う女…運命変えた着信の謎!!           | 矢島正雄 | 藤岡浩二郎 | 07.0%  |
| 10                                                            | 9月06日 | 消えた1000万円…疑惑の刑事検問突破トリック!!   | 田子明弘 | 阿部雄一   | 06.3%  |
| 11                                                            | 9月13日 | 完全復讐計画…想いは今も生き続ける             | 矢島正雄 | 高畑隆史   | 05.7%  |
| 平均視聴率 8.9%（視聴率はビデオリサーチ調べ、関東地区・世帯） |         |                                               |          |            |        |

| テレビ朝日系列 水曜21:00 - 21:54 （水曜21時枠刑事ドラマ） | テレビ朝日系列 水曜21:00 - 21:54 （水曜21時枠刑事ドラマ） | テレビ朝日系列 水曜21:00 - 21:54 （水曜21時枠刑事ドラマ） |
| 前番組                                                    | 番組名                                                    | 次番組                                                    |
| --------------------------------------------------------- | --------------------------------------------------------- | --------------------------------------------------------- |
| 警視庁捜査一課9係 （2006年4月19日 - 6月21日）             | PS羅生門 警視庁東都署 （2006年7月5日 - 9月13日）          | 相棒（season5） （2006年10月11日 - 2007年3月14日）        |